# NGC 7097
NGC 7097 (również PGC 67146) – galaktyka eliptyczna (E5), znajdująca się w gwiazdozbiorze Żurawia. Odkrył ją John Herschel 5 września 1834 roku.